# آزرا هادیچ
آزرا هادیچ  (بوسنیایی: Azra Hadžić ،تلفظ [xǎdʒi:tɕ] ; متولد 26 نوامبر 1994) یک تنیسور بازنشسته استرالیایی بوسنیایی‌تبار است. هازیچ در دوران حرفه ای خود یک عنوان انفرادی در تور ITF کسب کرد. در 1 آوریل 2013، او به بهترین رتبه‌بندی تک نفره خود در رتبه 301 جهان رسید. در 27 ژانویه 2014، او در رده‌بندی دونفره به رتبه 512 جهان رسید.